# NGC 5741
NGC 5741 (другие обозначения — MCG -2-38-8, NPM1G -11.0410, PGC 52718) — эллиптическая галактика (E) в созвездии Весы.
Этот объект входит в число перечисленных в оригинальной редакции «Нового общего каталога».